# Céramique ibérique

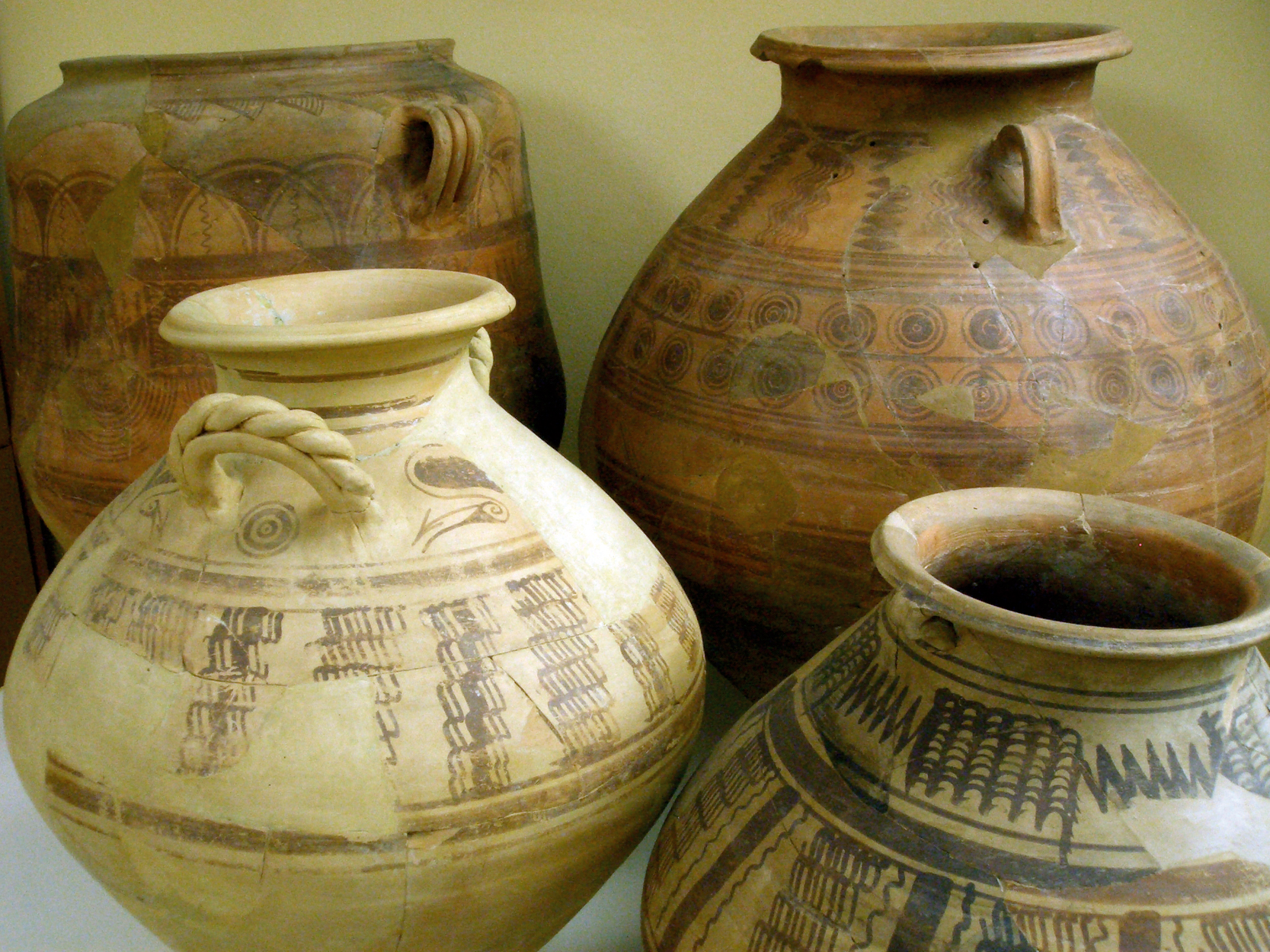
Poterie peinte du Castellet de Bernabé (Llíria, Valence)

La céramique ibérique est le nom donné dans certains contextes de recherche archéologique à la production ibérique de poterie fabriquée sur le tour de potier, cuite à haute température dans des fours oxydants, et datée entre le VIe et le Ier siècle avant notre ère. Certaines études considèrent que ce concept - céramique ibérique - est encore imprécis et trop générique pour la grande variété de productions auxquelles il s'applique ; cependant, il se réfère généralement en premier lieu à la céramique ibérique peinte, un groupe de céramiques fines décorées de motifs géométriques, floraux ou humains de couleur lie-de-vin. Outre cette catégorie, qui est la plus courante et la plus répandue sur le territoire ibérique, il en existe d'autres de technologie et de distribution similaires, telles que la céramique ibérique unie (non décorée), la céramique ibérique brunie avec des incisions ou des impressions, très répandue sur la Meseta, et d'autres techniques comme la "céramique de cuisine", dont la pâte contient des agents dégraissants qui lui confèrent des propriétés réfractaires, ou les céramiques dites grises qui proviennent de cuissons réductrices, tout comme les céramiques grises, très répandues dans le nord-est de la péninsule ibérique, qui peuvent être unies ou peintes en blanc.
L'existence de différentes productions régionales a fait que les études sur la céramique ibérique se sont d'abord limitées à des collections spécifiques (comme celles de la vallée de l'Èbre, de la haute Andalousie, de la province d'Alicante ou de la région de Murcie), bien qu'il y ait d'autres propositions de synthèses générales.
En ce qui concerne l'origine de la céramique peinte ibérique, les matériaux trouvés révèlent une corrélation entre les importations phéniciennes du VIIe siècle av. J.-C. et les premières poteries ibériques sur tour, qui ont commencé par imiter ces prototypes, tant au niveau de la forme que de la décoration. J.-C. et la première poterie ibérique montée sur un tour de potier, qui a commencé par imiter ces prototypes, tant dans la forme que dans la décoration, pour ensuite consolider de véritables typologies qui intègrent également des formes traditionnelles de la période connue sous le nom d'âge du fer ancien et des formes d'inspiration grecque, quand elles ne les imitent pas directement.

## Les origines de la céramique ibérique

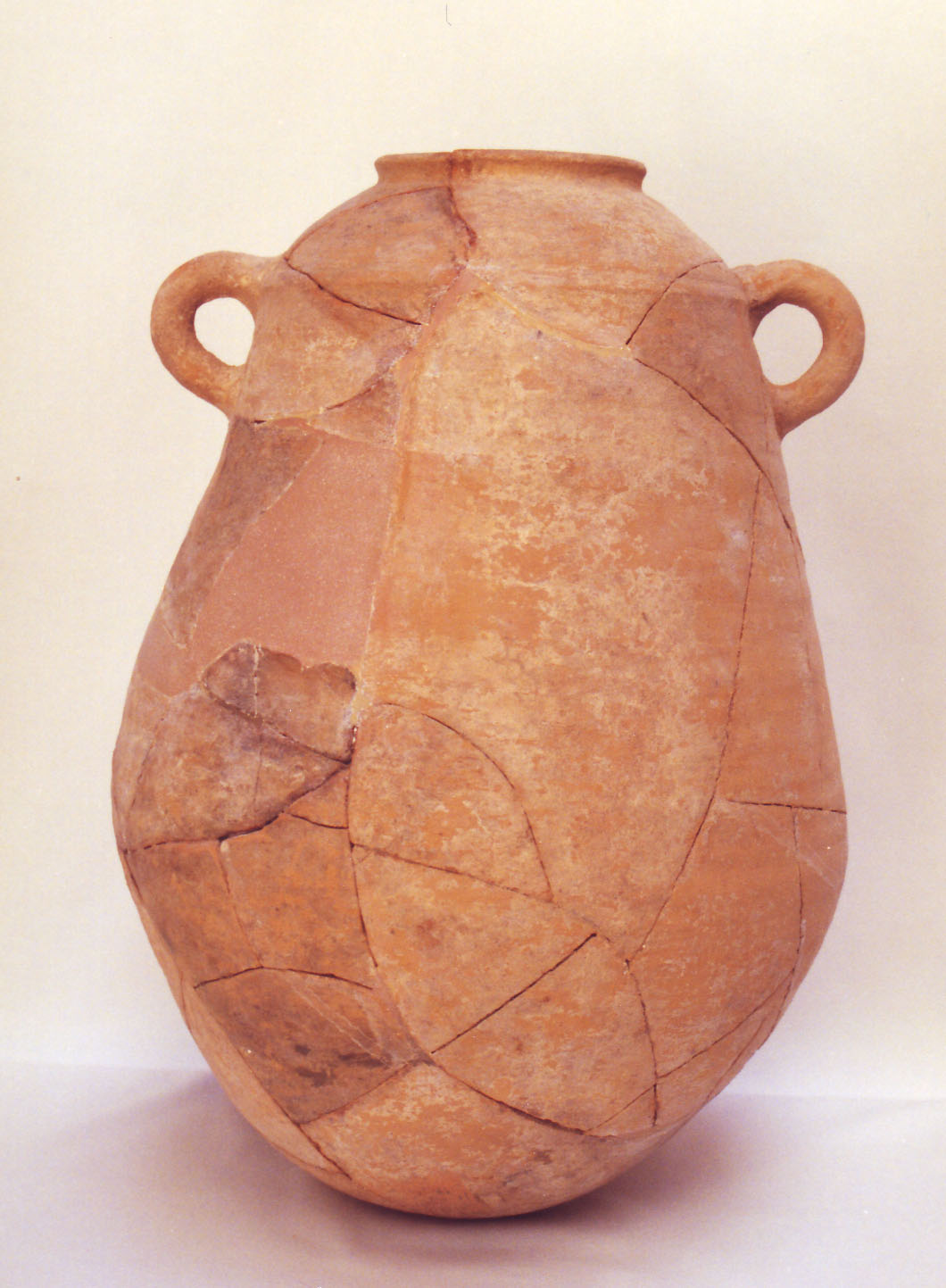
Imitation ibérique d'une amphore phénicienne - Alt de Benimaquia,

Il existe un certain consensus sur l'origine phénicienne des sources d'inspiration qui ont donné naissance aux formes de la céramique ibérique. Tout au long du VIIe siècle av. J.-C., les amphores, jarres et autres poteries phéniciennes tournées au tour, unies ou peintes, introduites dans l'environnement péninsulaire autochtone depuis les colonies phéniciennes d'Andalousie, ont donné lieu à un flot d'imitations, d'abord grossières, mais qui, grâce au tour de potier et au four à chambre, ont rapidement atteint un niveau technologique élevé. Les formes les plus populaires de cette première phase sont l'amphore de type R1 (Rachgoun 1), la jarre pithoïde et l'urne de la Cruz del Negro. Ce processus d'acculturation, qui s'inscrit dans la dynamique de l'orientalisation, a été mis en évidence pour la première fois à Los Saladares (Orihuela) et est mieux documenté dans le sud et le sud-est de la péninsule ibérique (de la côte de Huelva au bassin du Júcar), sans qu'il soit possible d'identifier un seul foyer de diffusion. Au Cerro de Los Infantes (Grenade), une poterie indigène a produit des amphores phéniciennes au début du VIe siècle av. J.-C. De même, l'Alt de Benimaquia (Denia) offre des preuves d'une production vinicole indigène naissante à la même époque, dans un contexte où les amphores phéniciennes et leurs imitations indigènes fabriquées au tour, c'est-à-dire ibériques, abondent. Ces fouilles archéologiques permettent d'avancer l'hypothèse selon laquelle la production de vin, boisson exotique inconnue jusqu'à son introduction par les Phéniciens, et la nécessité de produire des amphores, récipient qui ne faisait pas partie du répertoire local, ont motivé le changement technologique (tour de potier, four à chambre) qui a donné naissance à la poterie ibérique. Ce processus s'est avéré éminemment méridional, car les contacts avec les Phéniciens n'ont pas entraîné de réactions d'acculturation similaires dans les communautés indigènes de l'est et du nord-est de la péninsule, comme l'ont montré les sites de Vinarragell (Borriana) et d'Aldovesta (Benifallet). À partir de la seconde moitié du VIe siècle av. J.-C., ces communautés ont adopté, entre autres mutations arrondies, une nouvelle langue. J.-C., entre autres changements significatifs dans leur mode de vie, elles ont adopté une poterie ibérique déjà élaborée provenant du sud et du sud-est, comme on peut le voir à l'Illa d'En Reixach (Ullastret).
En bref, à partir de la fin du VIIe siècle av. J.-C. et pendant une grande partie du VIe siècle av. J.-C., les premières céramiques ibériques peintes et unies du sud et du sud-est de la péninsule ibérique montrent des répertoires phéniciens évidents. J.-C., les premières céramiques peintes et unies ibériques du sud et du sud-est de la péninsule Ibérique montrent des répertoires d'appartenance phénicienne évidente, surtout en ce qui concerne les grands récipients tels que les amphores ou les jarres, qui ont progressivement incorporé des formes nées de la créativité indigène.

### L'urne à oreilles percées

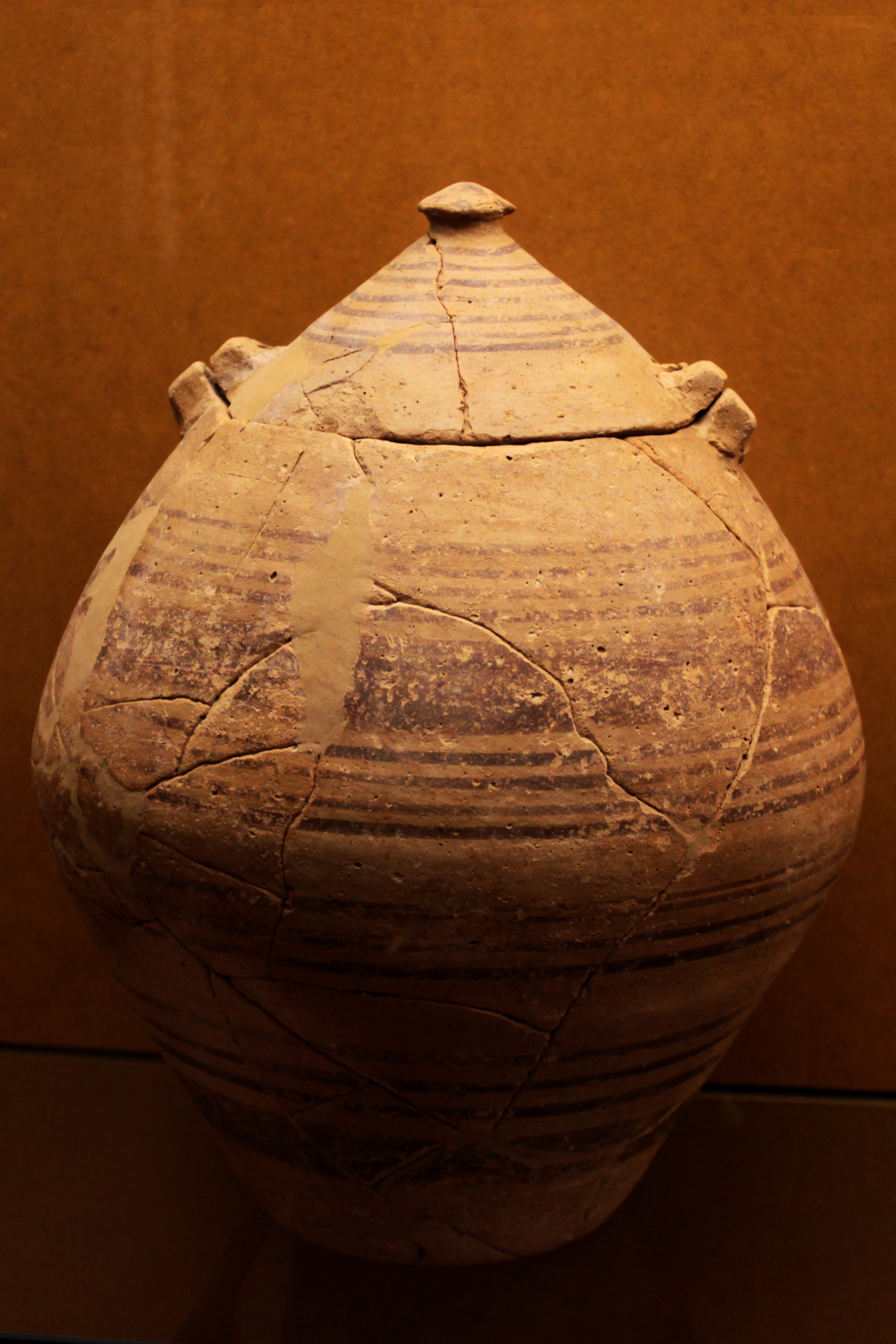
Urne à oreilles perforée de La Solivella.

En raison de sa typologie, de sa fonctionnalité et de sa diffusion, l'urne à oreilles perforées est la forme la plus emblématique de la poterie peinte ibérique du début de la période ibérique. Le prototype n'est pas le fruit de l'ingéniosité indigène, mais d'une forme d'origine orientale qui était extrêmement populaire sur le territoire ibérique. La fermeture hermétique de son couvercle en faisait un récipient idéal pour l'utilisation d'une urne funéraire. D'El Molar, dans le Bas-Ségura (Alicante), à Saint-Julien (Pézenas), sur les rives de l'Hérault, la plupart des nécropoles ibériques des VIe et Ve siècles avant J.-C. intègrent l'urne à cornet perforé dans certaines de leurs tombes. Solveig Nordström a décrit la technique de fabrication qui permettait au couvercle de s'adapter exactement et hermétiquement à l'urne : celle-ci était fabriquée en une seule pièce, y compris les oreilles, puis le couvercle était découpé sur le tour du potier, alors que l'argile était encore molle. Les anses sont les appendices diamétralement opposés du récipient et du couvercle, percés transversalement d'un orifice qui pouvait être fermé pour assurer le verrouillage du couvercle.
L'importance de l'urne à oreilles perforées réside dans un triple motif. Bien que préexistante, cette forme n'est devenue populaire que dans le cadre de la culture ibérique ; en effet, sa popularisation marque la fin de l'époque orientalisante orientalisante de filiation phénicienne palpable et le début de ce qui est authentiquement ibérique. Sa chronologie en fait un directeur fossile de l'époque ibérique ancienne, puisqu'il apparaît vers le milieu du VIe siècle av. J.-C. et tombe en désuétude au milieu du Ve siècle av. J.-C. Enfin, sa distribution du fleuve Segura à l'Hérault indique que, contrairement à la période précédente, tous les peuples de cette bande côtière constituaient un koinè, une communauté d'intérêts, éventuellement commerciaux et, pourquoi pas, culturels, dont le facteur de cohésion et d'identification était déjà au VIe siècle av. J.-C. la culture ibérique.

## Céramique ibérique de la période plénière
Miquel Tarradell et Enric Sanmartí (1980) avaient noté l'uniformité typologique de la période ancienne, puisque les mêmes formes et décorations étaient distribuées sur tout le territoire ibérique ; cependant, à partir du IVe siècle av. J.-C., on a constaté une diversification des répertoires formels et décoratifs, ce qui a conduit à la fragmentation des études sur la céramique ibérique à partir de leurs sphères régionales. Il existe sans aucun doute des différences marquées entre le nord-est de la péninsule, où la céramique ibérique peinte est tombée en désuétude et a été remplacée par des productions monochromes grises, et le sud-est, où les typologies de formes ont consolidé les prototypes et où les arts décoratifs ont atteint un certain degré de créativité et de sophistication.

### Céramique de cuisine ibérique
La tradition céramique ibérique a atteint la sphère culinaire dès l'époque ibérique ancienne, de sorte que dans une grande partie du territoire ibérique, la production modelée à la main a progressivement disparu au cours des VIe et Ve siècles avant J.-C. Dans la province de Castellón, la rivière Mijares marque la frontière entre la tradition de la poterie ibérique fabriquée au tour et à la main, puisqu'au nord de cette rivière, dans toute la Catalogne et le Languedoc, la tradition de la céramique culinaire fabriquée à la main a perduré jusqu'à l'Empire romain. La poterie culinaire ibérique possède un petit répertoire de formes, dont la plus remarquable est le pot globulaire, au profil à double pointe, au bord saillant et à la base concave, et le couvercle hémisphérique avec un bouton annelé. Ce "service" est disponible dans une grande variété de tailles, avec peu de variations typologiques. La technique de fabrication de la vaisselle de cuisine est un peu plus complexe que celle de la vaisselle fine en raison de l'inclusion délibérée d'un agent dégraissant dans l'argile, qu'il ne faut pas confondre avec les fines particules, par exemple de mica doré, naturellement contenues dans le matériau argileux utilisé par les potiers. L'agent dégraissant avait pour but de conférer à la poterie des propriétés réfractaires, car sans lui, la différence de température entre l'intérieur et l'extérieur des pots de poterie cuits aurait provoqué leur fissuration. Dans l'environnement d'Edetan, l'agent de dégraissage des poteries de cuisson comprend du quartz broyé assez grossièrement, avec une taille de grain importante. D'autres inclusions, comme la calcite, se sont dissoutes avec le temps et ont laissé des pores à la surface des récipients. Enfin, la cuisson de cette catégorie de poterie est une technique réductrice, c'est-à-dire que sa gamme de couleurs comprend le gris, le jaunâtre, le brun et le noir. La vocation domestique et culinaire de ces céramiques est incontestable, car nombre d'entre elles portent sur leur base les traces indubitables d'un passage dans un foyer. Cependant, leur utilisation comme urnes funéraires ou récipients de stockage est documentée.

### Céramique brunie avec décor imprimé
La période ibérique plénière a vu la consolidation de certaines productions qui avaient commencé à être produites au siècle précédent, comme les céramiques à décor imprimé, dont les caractéristiques permettent aujourd'hui de différencier les zones de fabrication. La céramique à décor imprimé s'est également intégrée à l'ensemble de la production ibérique. Cura Morera a été le premier à constituer une collection sur cette technique décorative pour la Catalogne, suivie par la Meseta orientale, Murcie, l'Andalousie orientale et Valence,. Sur le territoire de la ville de Kelin (Caudete de Las Fuentes, Valence), une production spécifique a été définie avec des décorations d'ovales, de pointes, de fleurs, de volutes, etc. qui perdureront tout au long du XXe siècle. En Murcie, les céramiques avec des impressions de style autochtone ont été différenciées de celles qui imitent les sceaux classiques, certains auteurs proposant même l'utilisation de matrices importées ; tandis qu'en Oretania, nous pouvons distinguer les productions du Nord, avec Cerro de las Cabezas (Valdepeñas) comme centre le plus important (Fernández Maroto et alii, 2007), et celles du Haut Guadalquivir ; en Catalogne, il y a également des décorations imprimées sur des céramiques grises.

### Céramique ibérique à glaçure rouge
Les céramiques à engobe ou à glaçure rouge sont situées dans des zones géographiques plus spécifiques, ce qui facilite leur identification. Emeterio Cuadrado a été le premier à caractériser les productions de Murcie et d'Albacete, en utilisant souvent le terme de céramique ibéro-turdétane. Plus tard, il a différencié les productions des Ilergetes,, de l'Oretan, avec ou sans décor imprimé, et celles du territoire de Kelin, dont l'étude n'en est encore qu'à ses débuts.

### Les imitations

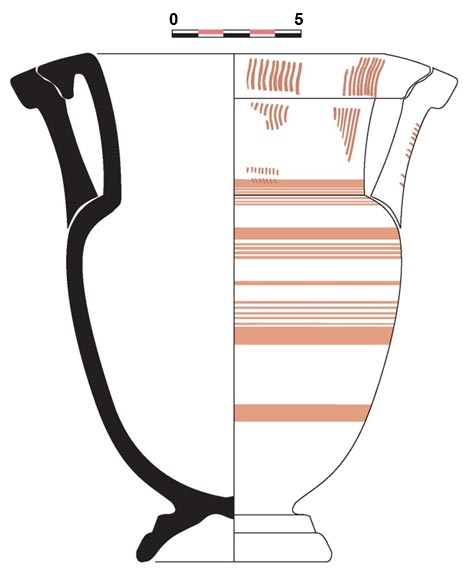
Imitation ibérique d'un cratère à colonnes. Nécropole de Los Campos de Gimeno, Enguera (Valence).

L'une des caractéristiques de la céramique ibérique est qu'au fil du temps, son répertoire de formes a été incorporé en réinterprétant certains des prototypes les plus populaires des productions phéniciennes, puniques, grecques et enfin romaines. Le phénomène d'imitation s'est produit le plus souvent dans les productions dites de prestige, avec une prédilection particulière pour les céramiques attiques à figures rouges et à glaçure noire, les céramiques hellénistiques et romaines à glaçure noire, reflétant la valeur idéologique que leur accordaient les indigènes.

### La céramique monochrome grise du nord-est de la péninsule ibérique
Au cours de la plénière période ibérique, la céramique ibérique peinte, qui constituait la grande majorité de la production ibérique, est tombée en désuétude dans le nord-est de la péninsule ibérique, où s'est implantée la céramique grise, dont l'usage s'était consolidé au cours de la période précédente et qui était attribuée à la tradition phocéenne des colonies grecques voisines d'Emporion, de Rhode et d'Agathe. Les productions les mieux définies de cette période sont donc les céramiques dites "monochromes grises" ou "grises de la côte catalane", dont les formes sont principalement destinées à la vaisselle. Parmi les types les plus caractéristiques, citons les petites cruches, les tasses, les assiettes, les pichets, les askos et les kántharos. Dans ce répertoire, la cruche biconique à anse verticale a connu une grande popularité tant dans la péninsule ibérique que dans le reste du bassin méditerranéen occidental, où elle apparaît avec le "Sombrero de Copa" à partir de la fin du IIIe siècle av. J.-C. La région d'Indigeta a également produit un type très particulier de poterie décorée à la peinture blanche, dont la poterie aurait été localisée dans les environs immédiats du Puig de Sant Andreu de Ullastret et qui produisait même des décorations figuratives de guerriers et de cavaliers à l'imitation des styles levantins. Elle est datée entre la seconde moitié du IVe siècle av. J.-C. et la totalité du IIIe siècle av. J.-C., mais avec une aire de diffusion très limitée.

## De l'époque ibérique plénière à l'époque ibérique tardive
À partir du dernier quart du IIIe siècle av. J.-C. et au cours du IIe siècle av. J.-C., les décors des céramiques peintes ibériques de l'est de la péninsule ibérique ont connu un saut qualitatif dont le plus grand représentant a été l'enrichissement des répertoires décoratifs avec des motifs végétaux et floraux, épigraphiques, animaux et humains, bien que la grande majorité des productions ait continué à présenter des décors strictement géométriques. Les différences régionales dans les styles picturaux et les contenus thématiques ont été décrites en détail par Miquel Tarradell. D'un point de vue anthropologique, les nouveaux décors suggèrent l'existence d'artisans spécialisés hautement qualifiés, comme l'écrivent certains d'entre eux, et témoignent de la production de biens de prestige encouragée par les plus hautes sphères des sociétés urbaines. Et bien qu'il y ait des styles et des chronologies différents, le dénominateur commun de tous ces objets est qu'ils reflètent les valeurs universellement associées aux aristocraties. D'autre part, il est indéniable que les différentes productions sont plus ou moins apparentées et qu'elles reflètent donc l'intensité des contacts intertribaux malgré leur éloignement géographique souvent considérable. Une production céramique caractéristique du monde ibérique tardif est le kalathos, qui a la forme d'un chapeau haut de forme,,.

### Le style Liria-Oliva

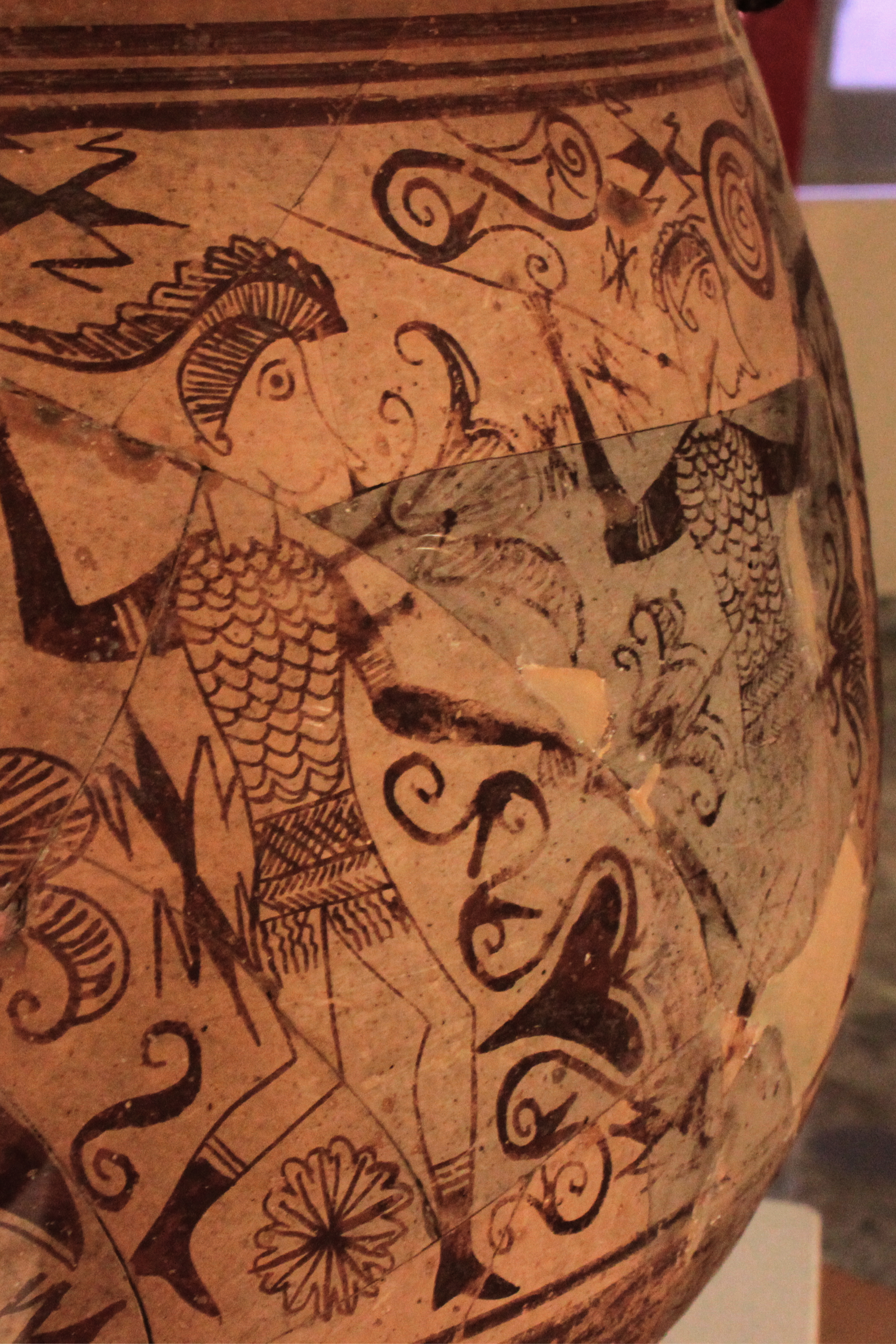
Détail du Vaso de los Guerreros du site de Tosal de San Miguel, ancienne Edeta.

L'école dite de Liria-Oliva consiste en un style décoratif épigraphique, floral et humain de la céramique peinte ibérique, dans lequel des personnages des deux sexes sont représentés engagés dans des activités telles que le combat, la chasse ou la vie spirituelle, parfois accompagnés de légendes épigraphiques en alphabet levantin. Le style de Liria-Oliva est éminemment narratif. Les fouilles de Llíria ont fourni la collection la plus célèbre et la plus complète de ce style, notamment le Vase des guerriers avec cuirasse, le Vase des guerriers, qui représente une scène de guerre avec des cavaliers portant des casques à panache, des cottes de mailles, des javelots et des falcatas et des fantassins avec des casques, des boucliers et des javelots dans un décor végétal, le Vase de la bataille navale ou encore le Kalathos de la danse. Le nom de Líria-Oliva est dû au fait qu'à l'époque où il a été formulé, l'établissement Contesta de Castellar de Oliva était le point de dispersion le plus méridional de ce type de trouvailles. Sous l'impulsion des aristocraties de la pleine période ibérique, cette production de biens de prestige à distribution essentiellement urbaine s'est peut-être d'abord diffusée à partir d'un seul centre, mais le mécanisme d'émulation compétitive a sans doute rapidement encouragé d'autres productions, dont la diffusion s'étend avec des variations stylistiques et chronologiques de Burriana à Albufereta à Alicante et de Sagunto à Caudete de las Fuentes. Chronologiquement, le style de Liria-Oliva se situe entre le milieu du IIIe siècle et le Ier siècle av. En l'état actuel des recherches, il n'existe pas de décorations de Liria-Oliva antérieures au milieu du IIIe siècle av. J.-C.

### Le style Elche-Archena

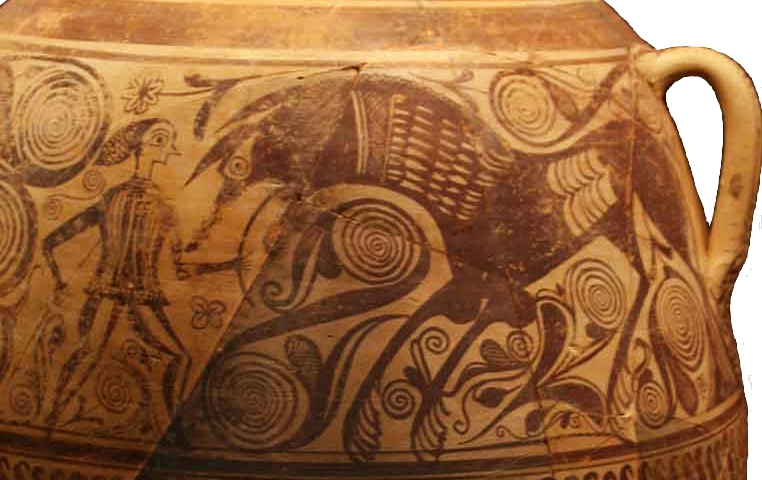
Scène figurative sur une jarre ibérique de La Alcudia de Elche.

Le style Elche-Archena a été défini sur la base des découvertes de La Alcudia (Elche) et de Cabezo del Tío Pio (Archena, Murcie). Comme Liria-Oliva, Elche-Archena est un style pictural narratif dans lequel les motifs géométriques sont associés à des représentations florales, animales et humaines. La principale différence avec le style précédent réside dans ses thèmes éminemment religieux, avec un accent mis sur le contenu mythologique et éventuellement sur le monde de l'au-delà. On y trouve des divinités ailées, des bêtes sauvages aux mâchoires ouvertes dans une attitude menaçante, parfois engagées dans un combat avec un personnage humain représenté de manière récurrente comme un héros mythologique. Les recherches les plus récentes datent les débuts du style Elche-Archena du milieu du IIe siècle av. J.-C. Bien qu'authentiquement ibérique dans son expression et son contenu, le style d'Elche-Archena est une expression artistique de la période ibéro-romaine. Sa contribution à la connaissance de la culture ibérique est complémentaire de celle de Liria-Oliva, car ses thèmes constituent une porte ouverte sur la superstructure et l'expression religieuse des Ibères.

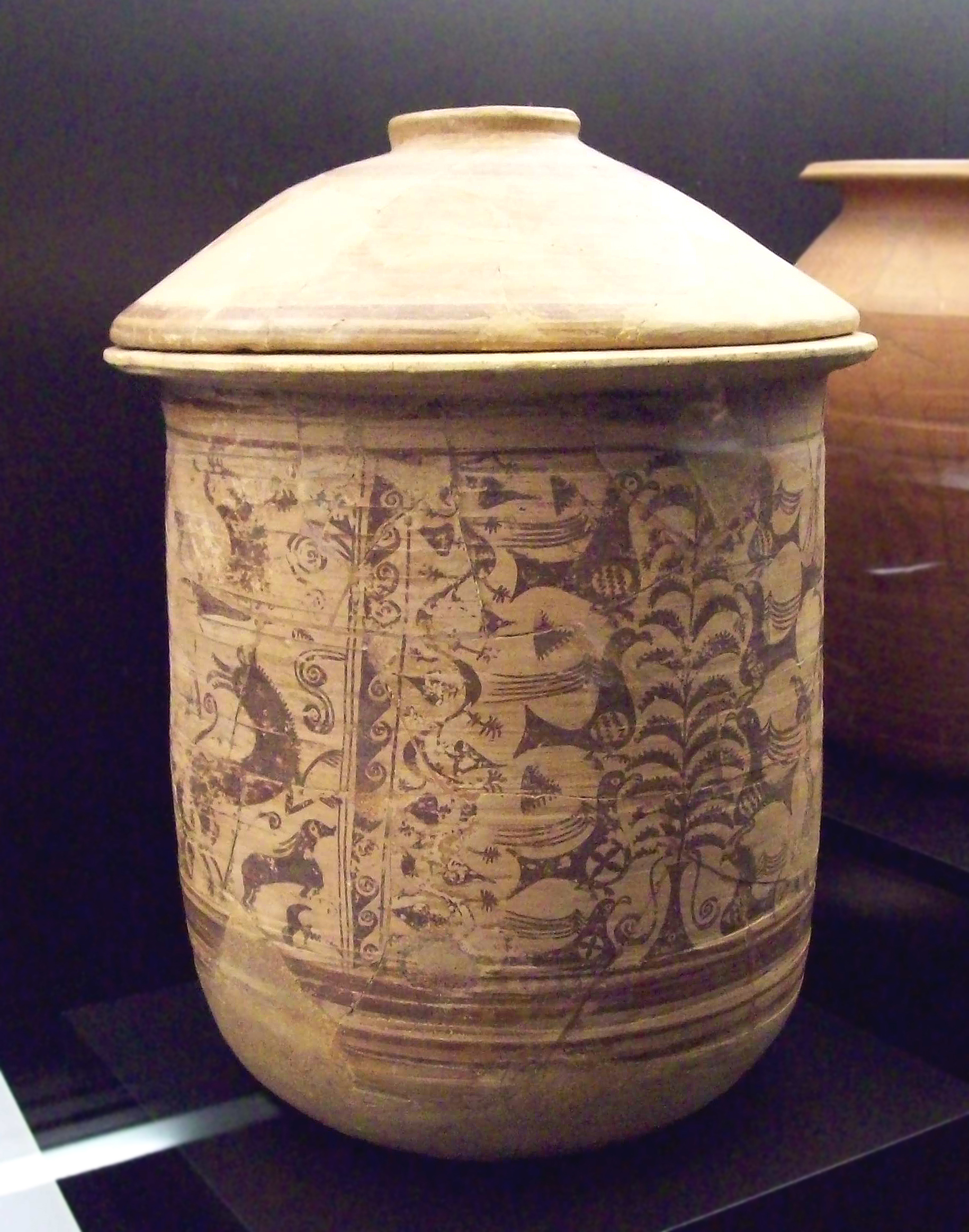
Calathos en argile de Cabezo de Alcalá (IIe siècle av. J.-C.)

### Le style Azaila-Alloza
Le style Azaila-Alloza doit son nom aux collections archéologiques de deux importantes colonies aragonaises, Cabezo de Alcalá (Azaila) et Castelillo (Alloza). Dans l'état actuel des recherches, la chronologie du style Azaila-Alloza est presque contemporaine de celle d'Elche-Archena, c'est-à-dire au milieu de la période ibéro-romaine. Ses premiers éléments semblent dater de la seconde moitié du IIe au Ier siècle av. J.-C. dans une zone qui couvre les actuelles provinces de Teruel et de Saragosse. Comme à Llíria et Elche, le style Azaila-Alloza se distingue par l'enrichissement thématique de la décoration peinte de la céramique ibérique par l'incorporation de motifs végétaux, animaux et humains, mais à la différence des styles précédents, le contenu narratif des scènes perd son contenu symbolique, car à l'exception de quelques extraordinaires scènes naturalistes avec des animaux, les compositions les plus emblématiques ne sont souvent que de simples frises décoratives sans contenu idéologique.

### Le style Fontscaldes et la diffusion méditerranéenne du chapeau haut de forme
Depuis les travaux d'Antonio García y Bellido en 1952, les chercheurs se sont intéressés à la diffusion de la céramique ibérique peinte dans le bassin méditerranéen occidental, et les travaux de Nino Lamboglia sur la céramique ibérique de l'Albintimilium ont été suivis d'une série de notes dont la carte de distribution a été enrichie et mise à jour au fur et à mesure de l'avancement des recherches. Dès le début de ces études, le répertoire typologique réduit des trouvailles a été frappant, pratiquement limité à la forme "Haut de forme" ou "kalathos", un fait qui a été expliqué depuis par le caractère d'emballage commercial de cette forme. En d'autres termes, la poterie ibérique n'est qu'un moyen de transport d'une marchandise, peut-être du miel ou de la cire, échangée depuis la péninsule après la conquête romaine, étant donné sa chronologie aux IIe et Ier siècles avant J.-C. Ces premières études ont également identifié l'origine géographique de cette diffusion dans le nord-est de la péninsule. La poterie ibérique de Fontscaldes (Valls, Tarragone), connue par Colominas depuis 1920, avait fourni des prototypes de "hauts-de-forme" semblables, dans leurs types et leurs décorations, à ceux que l'on trouve sur la plupart des côtes d'Italie et du Sud de la France. Les testars de la poterie ibérique de Fontscaldes ont livré cinq productions de "haut-de-forme", différenciées par leurs dimensions, ainsi qu'une forme de plat profond ou de lekane, toutes avec des décorations géométriques ou phytomorphes. Les productions décorées de motifs végétaux qui donnent leur nom au "style Fontscaldes" présentent deux motifs décoratifs dont le thème principal est la "feuille de lierre", un motif végétal coriforme avec ses rinceaux et ses bractées, représenté dans une tige serpentine autour du récipient ou isolé dans des [métopes] alternant avec des panneaux géométriques. Curieusement, le lekane est le prototype qui, dans une minorité de cas, accompagne le chapeau dans sa distribution extra-péninsulaire, avec des découvertes significatives à Ruscino (Perpignan), Ensérune (Béziers) et Espeyran (Saint-Gilles). Cela a permis d'attribuer à cette poterie proche de Tarragone une vocation industrielle axée sur le commerce extérieur maritime. Un second centre de production de "Sombreros de Copa", à la décoration géométrique que l'on pourrait qualifier de "décadente", qui inclut la production de vases gris à décoration rouge, se trouve dans l'arrière-pays d'Empúries.
Enfin, il semble que de nombreuses découvertes d'Italie (Albintimilium) et du sud de la France (Ensérune) ne trouvent leurs parallèles ni à Fontscaldes ni à Ampurias, mais dans les productions de llergetas du bas Segre. L'importance de la diffusion méditerranéenne de la céramique ibérique tient à une triple raison : tout d'abord, elle a eu lieu dans une zone où la poterie a dépassé le niveau de la production artisanale pour atteindre un niveau industriel ; le style de Fontscaldes se distingue par ses stéréotypes : le répertoire réduit de formes et le manque de complexité des décorations peintes. D'autre part, les cartes de répartition des découvertes reflètent la vocation maritime de sa commercialisation et, enfin, on soupçonne que l'expansion méditerranéenne de cette poterie a été favorisée par la présence romaine en Hispanie, en particulier dans le nord-est de la péninsule ibérique. Le sujet en suspens de cette recherche pourrait être de compléter la carte de diffusion avec des pièces provenant de la péninsule ibérique, ce qui représente un véritable défi étant donné la difficulté de distinguer entre les productions locales et les importations.